# Sporting Club Omnisports Mikishi
Maillots
Actualités
SCOM Mikishi  est un club congolais de football basé à Lubumbashi qui joue en LIFKAT, une des ligues régionales que conforment le troisième niveau du foot dans le pays.
.
Le club a participé à plusieurs reprises à la première division congolaise

## Histoire
le club a été fondé dans la ville de Lubumbashi et par beaucoup de saisons ont joué en la Linafoot, ils ont été des champions en 1991, bien qu'ils ne sont pas rentré à la première division depuis la disparition du championnat du Zaïre en 1998.
Au niveau international ils ont participé à 1 tournoi continental, dans la Coupe Africaine de Clubs Champions 1992, dans où ils ont été éliminés dans la première ronde par le Asante Kotoko du Ghana.

## Stade
Le club joue ses matches à domicile dans son propre Stade le Stade de Mikishi

## Palmarès
- Championnat de la RD Congo (1)
  - Champion : 1991

## Personnalités historique du Club

### Entraîneurs
- 1986-1990 :   Nicodème Kabamba
- 1990 :   Pierre Kalala[3]
- ?? :  Omer Mbayo
- 2019-2020 :  Rey Mulumba[4]

### Présidents
- 1986-... :  David Mutamba[5],[6],[7]
- ? :  Teddy Yav